# Dimitar Kostadinov
Dimitar Kostadinov (Bulgarian: Димитър Костадинов; sinh 29 tháng 8 năm 1999) là một cầu thủ bóng đá Bulgaria thi đấu ở vị trí tiền vệ cho Septemvri Sofia.

## Sự nghiệp

### Septemvri Sofia
Mùa hè 2017 Kostadinov được đẩy lên đội chính của Septemvri Sofia. Trải qua hai vòng đấu đầu tiên trên ghế dự bị, anh ra mắt ở vòng đấu thứ 3 trước Slavia Sofia.

## Sự nghiệp quốc tế

### Cấp độ trẻ
Kostadinov ra mắt cho U-19 Bulgaria ngày 12 tháng 9 năm 2017 trong trận đấu trước U-19 Bosnia và Herzegovina.

## Thống kê sự nghiệp

### Câu lạc bộ
Tính đến 13 tháng 12 năm 2017 
| Thành tích câu lạc bộ | Thành tích câu lạc bộ | Thành tích câu lạc bộ | Giải vô địch | Giải vô địch | Cúp                  | Cúp                  | Châu lục | Châu lục  | Khác | Khác      | Tổng | Tổng      | Tổng |
| Câu lạc bộ            | Giải vô địch          | Mùa giải              | Trận         | Bàn thắng    | Trận                 | Bàn thắng            | Trận     | Bàn thắng | Trận | Bàn thắng | Trận | Bàn thắng |      |
| Bulgaria              | Bulgaria              | Bulgaria              | Giải vô địch | Giải vô địch | Cúp bóng đá Bulgaria | Cúp bóng đá Bulgaria | Châu Âu  | Châu Âu   | Khác | Khác      | Tổng | Tổng      |      |
| --------------------- | --------------------- | --------------------- | ------------ | ------------ | -------------------- | -------------------- | -------- | --------- | ---- | --------- | ---- | --------- | ---- |
| Septemvri Sofia       | First League          | 2017–18               | 7            | 0            | 2                    | 0                    | –        | –         | –    | –         | 9    | 0         |      |
| Septemvri Sofia       | Tổng                  | Tổng                  | 7            | 0            | 2                    | 0                    | 0        | 0         | 0    | 0         | 9    | 0         |      |
| Thống kê sự nghiệp    | Thống kê sự nghiệp    | Thống kê sự nghiệp    | 7            | 0            | 2                    | 0                    | 0        | 0         | 0    | 0         | 9    | 0         |      |